# Beowulf – Droga do sprawiedliwości
Beowulf – Droga do sprawiedliwości (ang. Beowulf & Grendel) – kanadyjsko-islandzko-brytyjski film fantasy z 2005 roku w reżyserii Sturli Gunnarssona. Wyprodukowany przez Truly Indie.
Światowa premiera filmu miała miejsce 14 września 2005 roku podczas 30. Międzynarodowego Festiwalu Filmowego w Toronto.

## Fabuła
Beowulf (Gerard Butler), rycerz króla Hrothgara, staje na czele wyprawy przeciw trollowi Grendelowi. Obiecuje władcy głowę potwora. Gdy okazuje się, że Grendel jest skrzywdzonym przez króla człowiekiem, Beowulfa ogarniają wątpliwości. Waha się, po czyjej stronie stanąć.

## Obsada
- Gerard Butler – Beowulf
- Stellan Skarsgård – król Hrothgar
- Sarah Polley – Selma
- Ingvar Eggert Sigurðsson – Grendel
- Tony Curran – Hondscioh
- Steinunn Ólína Þorsteinsdóttir – królowa Wealhtheow
- Martin Delaney – Thorfinn

i inni.